# Dicranomyia involuta
Dicranomyia involuta är en tvåvingeart som först beskrevs av Alexander 1968.  Dicranomyia involuta ingår i släktet Dicranomyia och familjen småharkrankar. Inga underarter finns listade i Catalogue of Life.